# اچ‌ام‌اس آنتلوپ (۱۸۹۳)
اچ‌ام‌اس آنتلوپ (۱۸۹۳) (به انگلیسی: HMS Antelope (1893)) یک کشتی بود که طول آن ۲۴۲ فوت (۷۴ متر) بود. این کشتی در سال ۱۸۹۳ ساخته شد.